# Man on a Mission
Man on a Mission (с англ. — «Мужчина на Задании») — тридцать седьмой в общем и шестой с альбома For Unlawful Carnal Knowledge сингл хард-рок группы Van Halen, выпущенный в феврале 1992 года на лейбле Warner Bros..

## О сингле
Добился 21 строчки в хит-параде Hot Mainstream Rock Tracks.
Выпускается в стандартном футляре для драгоценностей только с задней вставкой, черным лотком для дисков.

## Список композиций
CD сингл США
| №  | Название           | Длительность |
| -- | ------------------ | ------------ |
| 1. | «Man on a Mission» | 5:02         |

## Участники записи
- Алекс Ван Хален — ударные
- Эдди Ван Хален — электрогитара, бэк-вокал
- Майкл Энтони — бас-гитара, бэк-вокал
- Сэмми Хагар — вокал